# Bobby Lewis
Robert Franklin Lewis, detto Bobby (Washington, 20 marzo 1945), è un ex cestista statunitense, professionista nella NBA.

## Carriera
Venne selezionato dai San Francisco Warriors al quarto giro del Draft NBA 1967 (39ª scelta assoluta).

## Palmarès
- NCAA AP All-America Third Team (1966)